# Romànic llombard

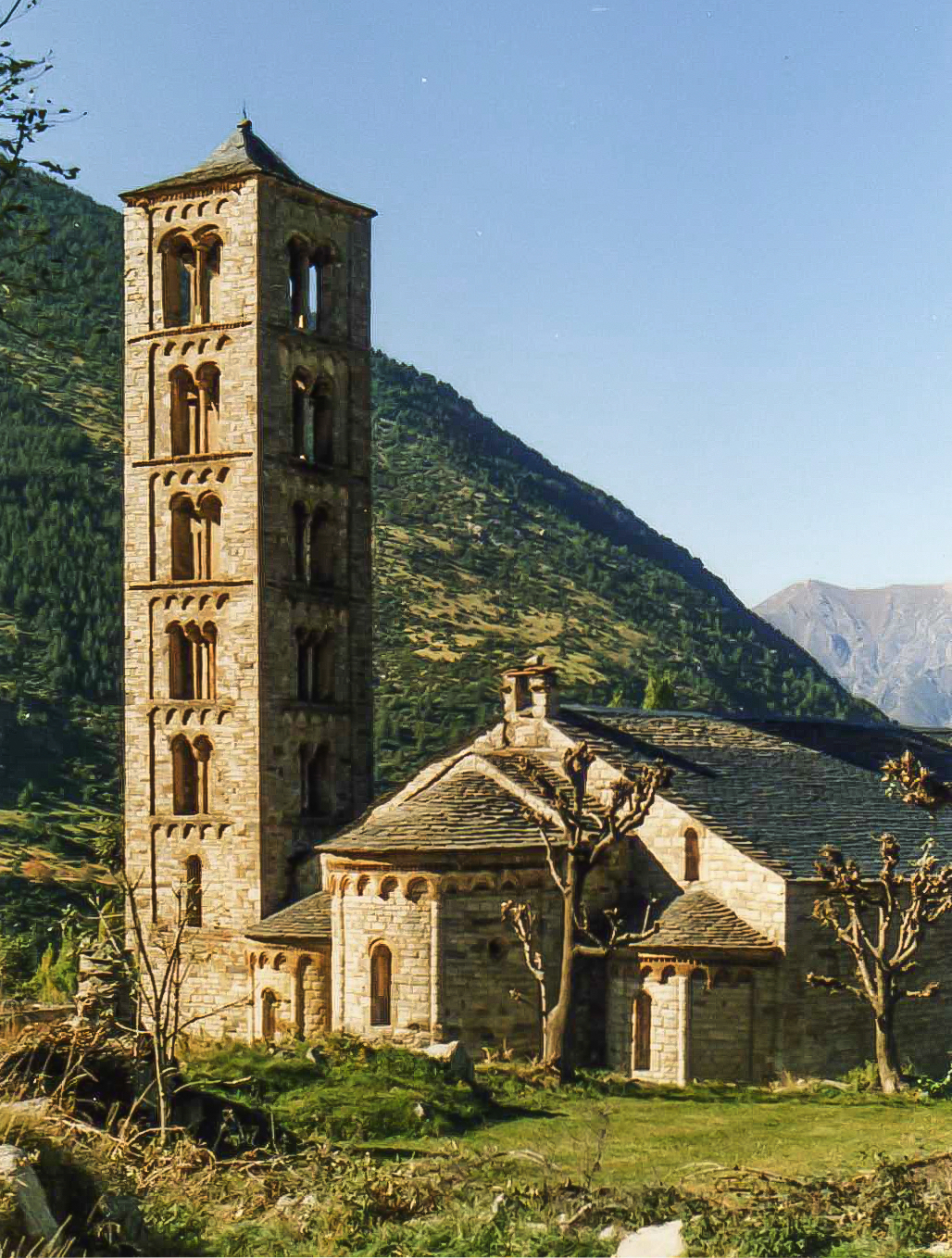
Sant Climent de Taüll

L'arquitectura llombarda fou l'estil arquitectònic dominant a Catalunya durant el període romànic del segle xi.
Un dels primers corrents de l'arquitectura romànica a Europa des del segle X i principis del segle XI s'anomena primer romànic o romànic llombard. Va tenir lloc a la regió de Llombardia (en aquella època el terme que englobava tot el nord d'Itàlia) i es va estendre per Catalunya i pel sud de França. La seva principal decoració per a l'exterior, les bandes d'arcs cecs ornamentals s'anomenen bandes llombardes. Es caracteritzava per les parets gruixudes i la manca d'escultura a les façanes, i amb els interiors profusament pintats amb frescos.
Durant el primer quart del segle xi, gran activitat arquitectònica de grups formats per mestres i picapedrers llombards (Gremi de Comacine), que van treballar per bona part d'Europa i territoris catalans i van aixecar temples força uniformes, alguns dels quals encara existeixen avui dia. Per a una àrea considerable, aquest procés de difusió artesanal va començar a Llombardia i Lombardus es va convertir en la paraula per a paleta en un període primerenc. Es podria anomenar el primer estil romànic l'estil d'aquesta reconquesta arquitectònica italiana. El gran promotor i patrocinador d'aquest art a Catalunya va ser l'Abat Oliba, monjo i abat del monestir de Ripoll que, l'any 1032, va ordenar l'ampliació del cos d'aquest edifici amb una façana amb dues torres, més un creuer que comprenia set absis, tot decorat a l'exterior amb l'ornamentació llombarda d'arcs cecs i franges verticals.
Procedent del nord d'Itàlia, estava caracteritzat per un sistema de decoració de les façanes a base d'elements com el fris d'arquet que es veu en les bandes llombardes, el fris en dent de serra, etc., i per un sistema constructiu amb l'ús de pedres sense polir en els murs.
L'església de Sant Vicenç de Cardona, consagrada l'any 1040, és considerada l'obra mestra del primer romànic i el màxim exponent de l'arquitectura llombarda.